# Ланчбокс
«Ланчбокс» (англ. The Lunchbox) — индийский романтический фильм 2013 года режиссёра Ритеша Батра. Фильм был показан на Каннском фестивале 2013 года в разделе «Неделя критики», где получил приз зрительских симпатий. В сентябре 2013 года фильм был показан на Кинофестивале в Торонто. Фильм был номинирован на премию BAFTA в категории лучший не англоязычный фильм.

## Сюжет
Одинокий бухгалтер Сааджан готовится выйти на пенсию. По ошибке ему доставляют обед, приготовленный Илой, молодой женщиной, которая пытается впечатлить своего мужа кулинарными изысками, чтобы вернуть романтику в их брак. Когда Иле возвращают пустой контейнер, она радуется, думая, что мужу понравился приготовленный обед, но когда она спрашивает мужа, он говорит, что на обед не было ничего особенного. Обнаружив, что обед был доставлен не по адресу, Ила на следующий день посылает обед вместе с запиской, в которой благодарит получателя за то, что ему понравился обед. 
Сааджан отвечает, что в этот раз еда оказалась пересоленной. На следующий день Ила отправляет ему обед с перцем чили, который оказывается настолько острым, что Сааджану приходится заедать его бананами. Они продолжают обмениваться записками и между ними возникает дружба. В это же время Сааджану приходится иметь дело с молодым сотрудником Шейхом, который должен его заменить после выхода на пенсию. Сааджану он кажется некомпетентным и ленивым. В свою очередь Ила чувствует, что её муж от неё отдалился и подозревает, что у него роман на стороне.

## В ролях
- Ирфан Хан — Сааджан Фернандес
- Нимрат Каур — Ила
- Навазуддин Сиддикуи — Шейх
- Лиллет Дюбей — мать Илы
- Бхарати Ачрекар — миссис Дешпанде
- Накул Ваид — Раджив, муж Илы

## Отзывы и награды
Фильм получил положительные отзывы. На сайте Rotten Tomatoes фильм имеет рейтинг 96 % со средним баллом 7,7 из 10 на основе 94 рецензий.
Фильм также номирировался на Filmfare Awards в нескольких категориях, и выиграл 3 приза:
- Filmfare Award за лучший фильм по мнению критиков
- Filmfare Award за лучшую мужскую роль второго плана — Навазуддин Сиддикуи
- Filmfare Award за лучший режиссёрский дебют — Ритеш Батра[англ.]